# لوبوكلا
لوبوكلا (الاسم العلمي: Lobocla)، جنس فراشات من فصيلة الفراشات النطاطة وفُصيلة فراشات نطاطة ذات فلقتين.

## الأنواع
- Lobocla bifasciatus (Bremer & Grey, 1853) الهند الصينية، الصين، كوريا، أوسوري.
- Lobocla contractus (Leech, 1893)الصين.
- Lobocla germanus (Oberthür, 1886) الصين.
- Lobocla liliana (Atkinson, 1871)
- Lobocla nepos (Oberthür, 1886) غرب الصين.
- Lobocla proximus (Leech, 1891) غرب الصين، التبت.
- Lobocla simplex (Leech, 1891) غرب الصين.